# 小川徳男
小川 徳男（おがわ とくお）は、日本の自動車技術者・実業家・陶磁収集家。トヨフジ海運代表取締役社長や、トヨタ輸送代表取締役社長、日本陸送協会会長等を歴任した。ペンシルバニア大学名誉博士。社会経済生産性本部日本経営品質賞受賞。

## 人物・経歴
山形県村山市出身。名門山形県立山形東高等学校卒業。新潟大学工学部卒業。1964年トヨタ自動車販売入社。1983年米国トヨタ自動車販売副社長。1994年トヨタ自動車取締役に昇格。1996年ペンシルバニア大学名誉博士。1998年トヨフジ海運代表取締役社長。2002年からトヨタ輸送代表取締役社長を務め、経営品質向上プログラムにより、新車輸送の経営革新にあたった。2005年社会経済生産性本部日本経営品質賞（大規模部門）受賞。2007年日本陸送協会会長。愛知県犬山市在住で、2014年には114件の陶磁コレクションを、愛知県陶磁美術館に寄贈した。2016年紺綬褒章受章。

## 著書
- 『革新へのシルクロード―日本経営品質賞による経営革新』生産性出版 2008年